# Hank Ballard
Hank Ballard es el nombre artístico de John Henry Kendricks (18 de noviembre de 1927 - 2 de marzo de 2003), cantante afroamericano de R&B y Rock.
Junto a su grupo The Midnighters, Ballard difundió éxitos como «Work with Me, Annie» y «Annie Had a Baby». En 1959 tuvo uno de sus éxitos: «Finger Poppin' Time».  Después compuso y grabó la canción «The Twist», popularizada por Chubby Checker número 1 de Billboard en dos ocasiones: 1960 y 1961, única canción que lo ha realizado.
En 1990 fue admitido al Salón de la Fama del Rock. En 2003 murió de cáncer de esófago en su casa de Los Ángeles a la edad de 75 años.
- Datos: Q726369
- Multimedia: Hank Ballard / Q726369